# سلحفاة الكيب المرقطة
سلحفاة الكيب المرقطة هي نوع من السلاحف البرية، ينتمي إلى جنس سلاحف الكيب. وهي سلحفاة متوطنة في جمهورية جنوب أفريقيا، فهي لا تعيش إلا بمنطقة صغيرة من إقليم ناماكوالاند الجاف، حيث تعيش في أراضٍ وعرة من الصخور الغرانيتية، وتجول بين هذه الصخور باحثةً عن النباتات الصغيرة التي تتغذى عليها. تواجه هذه السلاحف بعض التهديدات، ويُصنِّفها الاتحاد العالمي للحفاظ على الطبيعة كنوعٍ قريبٍ من خطر الانقراض.
يبلغ طول الذكر البالغ نحو 6 إلى 8 سنتيمترات، وأما الأنثى فقد تصل إلى 10 سنتيمترات. وتزن السلحفاة عادةً ما بين 95 و165 غراماً. أصداف السلاحف مفلطحة، ولها حوافٌّ مُسنَّنة بعض الشيء، وعادة ما يكون لونها بنياً برتقالياً تتخلَّله مئات البقع السوداء الصغيرة. يتميَّز هذا النوع بالبقع الكثير التي تغطي جسمه، وكذلك بأنَّ لديه خمس أصابع في كلٍّ من أقدامه الأمامية، على عكس معظم أقاربه الذي يملكون أربع أصابع.

## تحت الأنواع
يُصنِّف العلماء تحت نوعين لسلحفاة الكيب المرقطة:
- سلحفاة ناماكوالاند المرقطة (Homopus signatus signatus): تعيش في شمال جنوب أفريقيا، قرب حدود ناميبيا.
- السلحفاة الجنوبية المرقطة (Homopus signatus cafer): تعيش جنوباً، أقرب إلى العاصمة كيب تاون.